# Twenty One Pilots
I Twenty One Pilots sono un gruppo musicale statunitense formatosi a Columbus, Ohio, nel 2009. Dal 2011 il duo è formato dal cantante e polistrumentista Tyler Joseph, fondatore del progetto, e dal batterista Josh Dun.
Hanno raggiunto la notorietà internazionale con il singolo Holding on to You e conseguentemente con il loro album Vessel, pubblicato nel 2013, proponendo un particolare stile musicale che unisce hip hop, musica elettronica, pop e punk e testi incentrati sulle emozioni e la lotta interiore dell'essere umano.
Il loro quarto album, Blurryface, viene pubblicato nel 2015 e debutta direttamente al primo posto della Billboard 200. Verrà successivamente nominato da Billboard il miglior album di musica rock del decennio 2010-2020, anche grazie al successo del singolo Stressed Out, che nel febbraio 2016 scala le classifiche di tutto il mondo, diventando la prima grande hit internazionale del duo e aggiudicandosi, nel 2017, un Grammy Award. Il successo viene riconfermato dal singolo Heathens, uscito nell'estate 2016 e parte della colonna sonora del film Suicide Squad. Entrambi i singoli, insieme a Ride (anch'esso estratto dall'album Blurryface nel 2015), sono stati certificati disco di diamante negli Stati Uniti d'America per le numerose vendite ottenute; ciò include i Twenty One Pilots tra i soli 10 artisti ad aver ottenuto tale risultato nella storia della musica. I tre brani passeranno un totale di 60 settimane di seguito dividendosi il primo posto della classifica Rock Songs di Billboard, e in particolare Heathens otterrà il maggior numero di settimane al primo posto mai raggiunte sino al 2018.
Vessel e Blurryface sono stati, inoltre, i primi due album nella storia ad aver ottenuto la certificazione di disco d'oro negli Stati Uniti d'America per ogni singola traccia in essi contenuta, rendendo il gruppo l'unico artista ad avere mai ottenuto tale traguardo, oltre a essere tra gli unici tre artisti ad avere avuto contemporaneamente due singoli alla Top 5 della Billboard Hot 100.
Grazie ai vari record e al grande numero di fan in tutto il mondo, i Twenty One Pilots sono considerati uno dei gruppi di musica alternativa di maggior successo commerciale degli anni 2010 e 2020.

## Storia del gruppo

### Gli inizi e i due album autoprodotti (2009-2011)
L'avventura dei Twenty One Pilots ha inizio nel 2009, quando tre amici del college, Tyler Joseph, Nick Thomas e Chris Salih, decidono di formare la band. Il nome del gruppo prende spunto da una delle opere di Arthur Miller, Erano tutti miei figli (All My Sons). Il 29 dicembre 2009 pubblicano il loro album di debutto, omonimo, seguito da un tour in Ohio.
Nel 2011 Nick Thomas e Chris Salih abbandonano la band per motivi personali e subentra nel gruppo il batterista Josh Dun.
L'8 luglio 2011 viene pubblicato il loro secondo album, anche questo autoprodotto, dal titolo Regional at Best. Dall'album viene estratto il singolo Holding on to You, che riscuote un discreto successo commerciale negli Stati Uniti.

### Vessel(2012-2014)

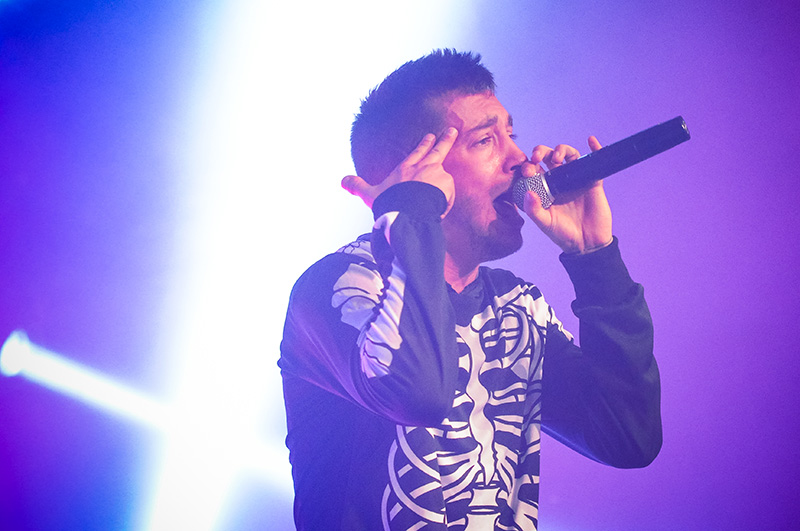
Tyler Joseph, voce e mente principale dei Twenty One Pilots, in concerto nel 2014.

Tra il 2012 e il 2013, grazie ai numerosi concerti negli Stati Uniti e alla popolarità del suo primo singolo, la band comincia ad essere notata da diverse etichette musicali e a ricevere offerte per un contratto discografico. Dopo mesi di indecisione, nell'aprile 2012 la scelta del duo ricade sulla Fueled by Ramen, sottoetichetta dell'Atlantic Records. La prima pubblicazione con l'etichetta statunitense avviene lo stesso anno con l'EP Three Songs, seguito l'anno successivo dall'album Vessel, che raggiunge la 58ª posizione della Billboard 200. Vessel viene poi eletto miglior album dell'anno da Alternative Press. Dall'album vengono estratti i singoli Guns for Hands, in esclusiva per il Giappone, e House of Gold, che ottiene ottimi piazzamenti nell'Alternative Songs e nella Rock Songs di Billboard. Per promuovere l'edizione speciale dell'album viene estratto come singolo anche Lovely, una delle tracce bonus che era precedentemente inclusa in Regional at Best. Anch'esso ottiene un discreto successo di vendite in Giappone, dove viene pubblicato in esclusiva. L'ultimo singolo estratto da Vessel è stato Car Radio, di discreto successo negli Stati Uniti, con cui la band si è esibita nell'aprile 2014 agli MTV Movie Awards 2014.

### Blurryfacee il successo internazionale (2015-2017)

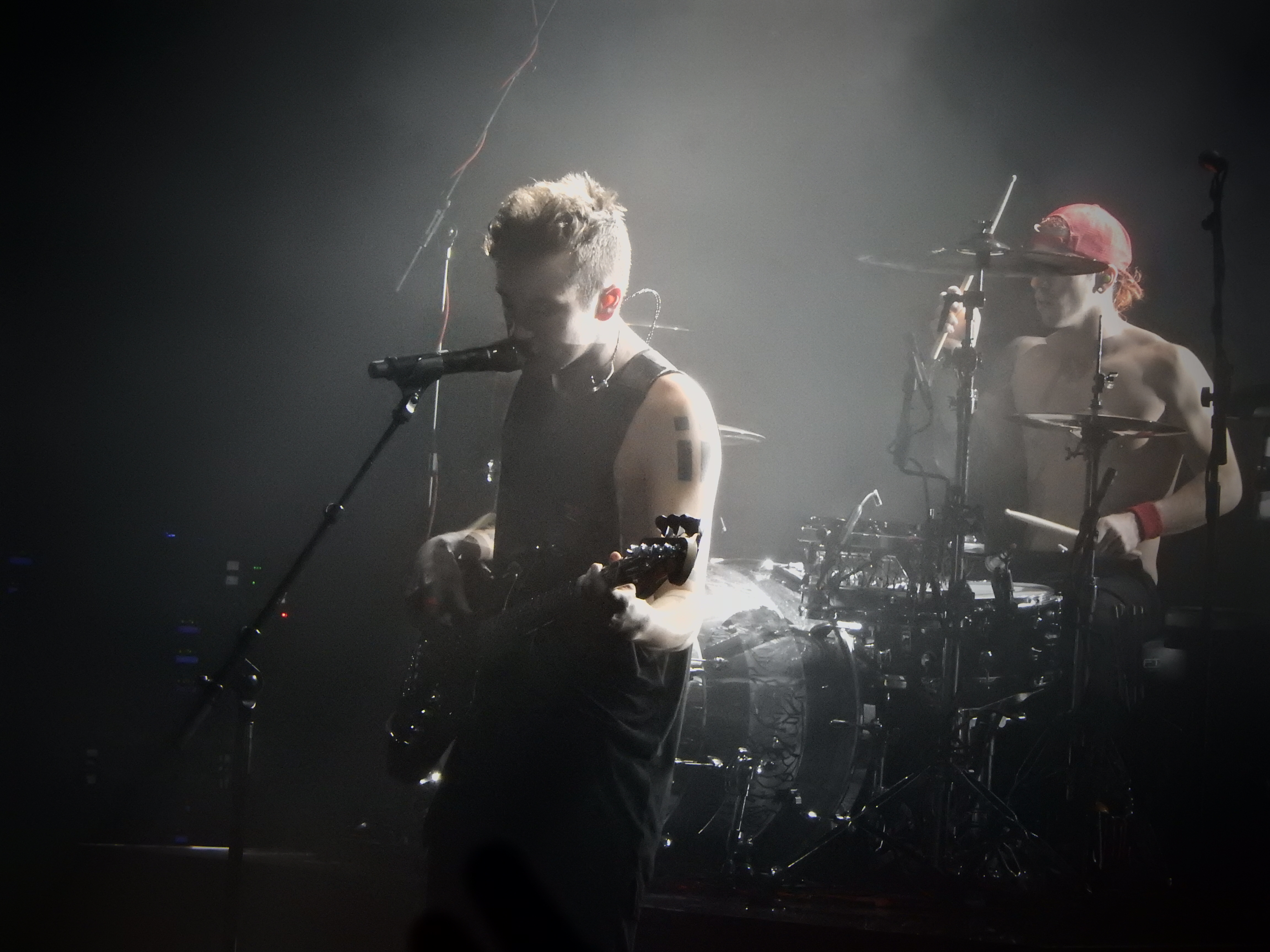
La band in concerto nel 2016.

Il 17 marzo e il 6 aprile 2015 vengono pubblicati due nuovi singoli, Fairly Local e Tear in My Heart, che vanno ad anticipare il quarto album della band Blurryface, pubblicato il 19 maggio. Il terzo singolo, Stressed Out, è stato pubblicato il 28 aprile 2015. I tre singoli ottengono un discreto successo di vendite, debuttando tutti nella Billboard Hot 100. In aggiunta vengono pubblicati altri due singoli il 4 e il 12 maggio: Lane Boy e Ride. Blurryface ottiene un ottimo successo di vendite, debuttando direttamente al primo posto della Billboard 200, raggiungendo alla fine del 2015 oltre mezzo milione di copie vendute e rimanendo in classifica per tutto il 2015 e la prima metà del 2016, supportato anche dal successo di Ride e Stressed Out. Quest'ultimo raggiunge, nel febbraio del 2016 e dopo una scalata in classifica iniziata in autunno, la 2ª posizione della Billboard Hot 100, diventando il primo singolo dei Twenty One Pilots a entrare nella "Top 10" statunitense. Ottiene risultati simili anche nelle classifiche di altri paesi del mondo, arrivando terzo in Belgio, Canada e Germania e secondo in Australia, Austria, Francia e Svizzera, e risultando il quarto singolo più venduto nella prima settimana di marzo 2016.
Nel maggio 2016 i Twenty One Pilots vengono premiati come miglior gruppo rock e Blurryface come miglior album rock ai Billboard Music Awards, mentre il 17 giugno successivo pubblicano un singolo inedito, anch'esso di discreto successo internazionale come Stressed Out e Ride, intitolato Heathens. Il brano fa parte della colonna sonora ufficiale del film Suicide Squad, uscito nell'agosto 2016. I tre singoli si dividono, nel 2016, il primo posto nella Rock Songs di Billboard per oltre 60 settimane, rendendo i Twenty One Pilots l'artista di maggior successo nella storia della classifica. Sia Stressed Out che Heathens vengono candidati ai Grammy Awards 2017, rispettivamente in due e tre categorie, tra le quali miglior interpretazione pop di un gruppo, vinta da Stressed Out. Nel 2016 i Twenty One Pilots risultano l'artista rock e il duo/gruppo di maggior successo commerciale dell'anno negli Stati Uniti d'America e il quinto artista in generale, con Stressed Out, Ride e Heathens presenti nella classifica dei brani più venduti durante l'anno (rispettivamente alle posizioni 5, 20 e 21) e Blurryface e Vessel presenti in quella degli album (posizioni 6 e 38).
In occasione dell'uscita dell'album tributo Rock Sounds Presents: The Black Parade, dedicato dalla rivista Rock Sound al decimo anniversario di uscita di The Black Parade dei My Chemical Romance, i Twenty One Pilots partecipano al progetto registrando una loro versione di Cancer, pubblicata anche come singolo digitale. Tra novembre e dicembre 2016 seguono tre pubblicazioni: il primo album dal vivo del gruppo, intitolato Blurryface Live, il sesto singolo estratto da Blurryface, Heavydirtysoul, e l'EP dal vivo TOPxMM, realizzato con la collaborazione dei Mutemath. Ai Billboard Music Awards 2017 ottengono un record di nomination (ben 17, tra cui 3 solo nel premio alla migliore canzone rock), ottenendo 5 premi, tra cui miglior gruppo e miglior canzone rock a Heathens. Il 1º marzo 2018, inoltre, la Recording Industry Association of America annuncia che Blurryface è diventato il primo album in assoluto a vedere ogni sua singola traccia certificata almeno disco d'oro per l'enorme quantità di download e streaming individuali ricevuti. L'anno successivo il loro precedente album Vessel, del 2013, otterrà il medesimo risultato, diventando il secondo disco ad ottenere tale traguardo e rendendo i Twenty One Pilots il primo artista in assoluto a poter vantare tale record.

### Trench(2018-2020)

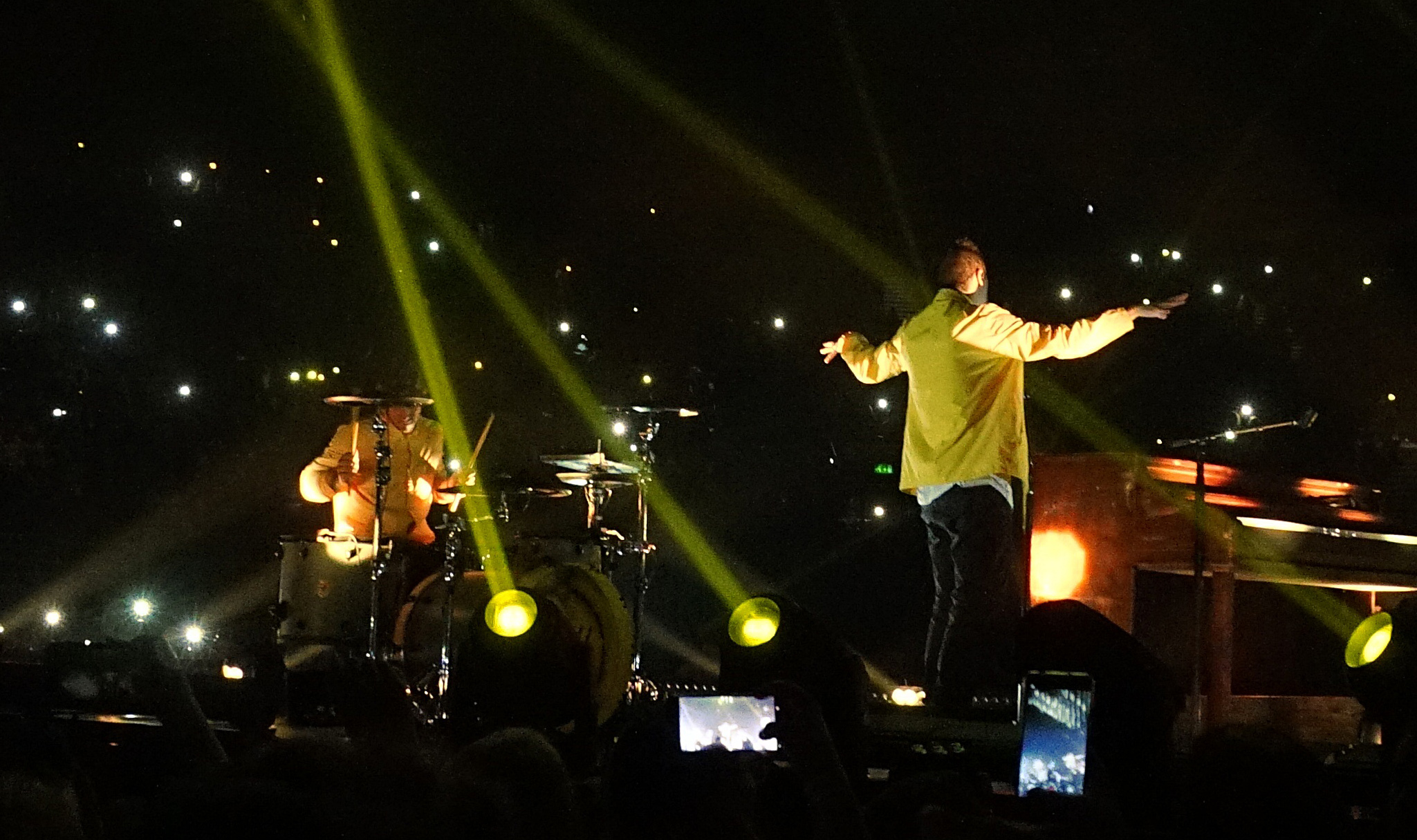
La band in concerto a Birmingham nel 2019, durante il Bandito Tour.

Il 9 luglio 2018, esattamente dopo un anno di totale assenza volontaria dalle scene, il gruppo posta sui principali social network una gif ritraente un occhio giallo semiaperto sul quale sono riflesse diverse immagini, e pubblica un nuovo logo giallo e nero sui diversi social network. Due giorni dopo vengono pubblicati contemporaneamente due brani inediti, Jumpsuit e Nico and the Niners, che vanno ad anticipare il loro quinto album di inediti, intitolato Trench e poi pubblicato il 5 ottobre 2018. Lo stesso giorno vengono pubblicate le date del nuovo tour internazionale The Bandito Tour. Altri due singoli, Levitate e My Blood, vengono pubblicati in agosto.
Trench debutta direttamente alla seconda posizione della Billboard 200, piazzando 175 000 copie vendute nei soli Stati Uniti d'America nella prima settimana di uscita; inoltre, tutti i quattordici brani presenti nel disco sono entrati, alla sua pubblicazione, nelle prime 25 posizioni della Rock Songs di Billboard, la classifica dei brani rock più venduti settimanalmente. All'estero debutta direttamente alla prima posizione di numerosi paesi con oltre 285 000 copie vendute in tutto il mondo, diventando l'album dal miglior debutto commerciale del gruppo.
Chlorine, inizialmente non previsto come possibile singolo estratto dall'album, viene reso disponibile per l'airplay radiofonico statunitense a partire dal 29 gennaio 2019 e successivamente pubblicato come singolo in diverse versioni ridotte, data la lunghezza della versione originale, venendo accompagnato da un video ufficiale e riscuotendo un buon successo sia dal pubblico che dalla critica. L'ultimo singolo, The Hype, viene pubblicato con il rispettivo video ufficiale il 16 luglio 2019.
Il 9 aprile 2020 viene pubblicato, a sorpresa, il singolo Level of Concern, incentrato sull'emergenza COVID-19 in pieno corso, con un video musicale realizzato a distanza da Tyler Joseph e Josh Dun. Il singolo raggiungerà la prima posizione della Hot Rock & Alternative Songs, diventando il quarto brano del duo a ottenere tale risultato. Per Level of Concern viene pubblicato, a partire dal 21 giugno 2020, un ulteriore video musicale in live streaming su YouTube, denominato Never-Ending e in cui il video originale viene costantemente unito a clip inviate dai fan in tempo reale in un loop infinito del brano, arrivando al 16 dicembre dello stesso anno, giorno in cui la trasmissione del video viene interrotta, alla durata complessiva di 177 giorni, 16 ore, 10 minuti e 25 secondi, ottenendo il record di video musicale più lungo secondo il Guinness dei primati.
Il 9 dicembre 2020 un nuovo singolo, Christmas Saves the Year, viene pubblicato a sorpresa al termine di una diretta Twitch di Tyler Joseph.

### Scaled and Icy(2021-2023)

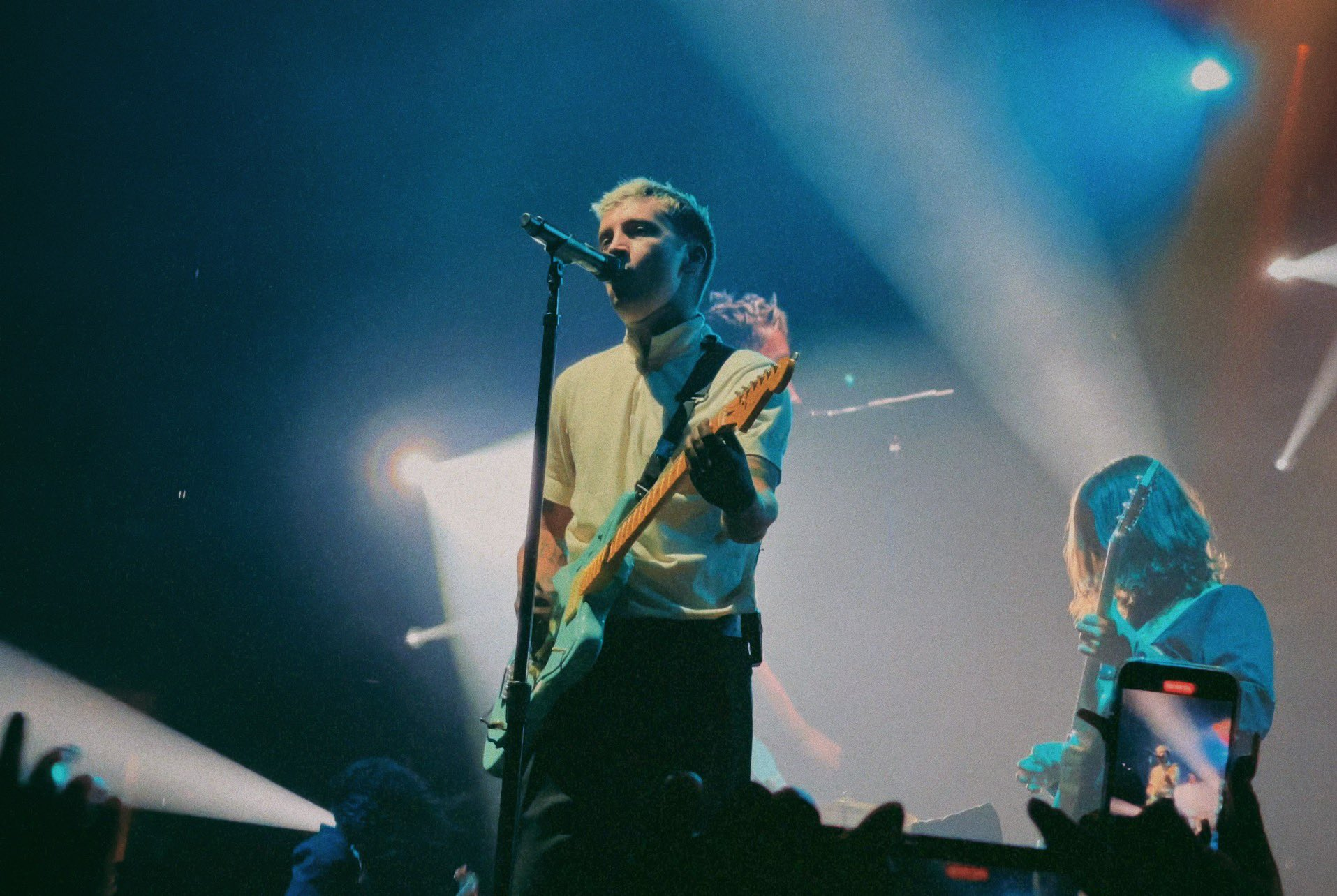
Tyler Joseph durante il Takeover Tour nel 2021; per la prima e unica volta, il duo sceglie di farsi accompagnare da dei turnisti durante un tour internazionale.

L'8 aprile 2021 viene annunciato che il sesto album di inediti del gruppo, intitolato Scaled and Icy, verrà pubblicato il 21 maggio 2021. Il titolo dell'album è un anagramma della frase "Clancy is dead", in riferimento al personaggio introdotto dal duo come protagonista dell'album precedente, Trench. Il primo singolo del disco, Shy Away, viene pubblicato all'annuncio ufficiale del nuovo album. Un secondo singolo, Choker, è pubblicato alla fine dello stesso mese.
Per promuovere il disco il duo annuncia un'esibizione dal vivo virtuale e in streaming per il giorno stesso della pubblicazione dell'album. Durante detta esibizione, accompagnata da diversi scenari, effetti speciali e costumi, il duo è per la prima volta supportato da un gruppo di musicisti, tra i quali il tastierista Paul Meany, coproduttore di Trench e Scaled and Icy. Nel giugno successivo, Tyler Joseph annuncia che i musicisti saranno loro da supporto come turnisti durante il loro Takeover Tour, che partirà a settembre 2021 negli Stati Uniti e li porterà sino in Europa nell'estate 2022. Alla sua pubblicazione Scaled and Icy debutta alla terza posizione sia negli Stati Uniti che nel Regno Unito, e tutti i suoi brani entrano contemporaneamente, come già era accaduto con Trench, nella classifica Rock Songs di Billboard.
Il 12 giugno 2021, in occasione del Record Store Day, viene pubblicato l'EP Location Sessions, contenente le tre versioni reinterpretate da Tyler Joseph di The Hype, Cut My Lip, Chlorine e Level of Concern, già pubblicati come singoli nel 2019 e nel 2020, mentre il 19 novembre 2021 viene pubblicata una nuova versione di Scaled and Icy, intitolata Livestream Version, contenente oltre all'album originale l'esibizione in livestreaming del maggio precedente. Nel settembre 2022 il gruppo ottiene il suo secondo disco di diamante negli Stati Uniti d'America per il miliardo di copie vendute dal singolo Heathens.
Dopo la fine del tour internazionale in supporto a Scaled and Icy, il duo annuncia la partecipazione a una manciata di festival in Messico e in Sud America per la primavera 2023. Il 21 aprile 2023 viene pubblicato il secondo album dal vivo del gruppo, MTV Unplugged, contenente l'esibizione acustica del gruppo tenutasi il 12 maggio 2022 per la celebre serie di MTV.

### Clancy(2024)
Il 22 febbraio 2024 viene pubblicato, sui principali canali social dei Twenty One Pilots, un cortometraggio con diverse scene inedite e tratte dall'era Blurryface/Trench narrato dalla voce del cantante Tyler Joseph, attraverso il quale viene annunciato che il concept narrato in tali album verrà ripreso dal gruppo. Nel video lo stesso Joseph menziona nella "lore" anche l'ultimo album Scaled and Icy, che descrive come un tentativo di appetire le masse (riferimento alle sonorità più orecchiabili del disco rispetto ai suoi predecessori) da parte di Clancy, protagonista della storia di Trench. Il video, che annuncia che nella settimana successiva «inizierà un nuovo capitolo», termina con la frase "I am returning to Trench, I am Clancy". Il 29 febbraio viene pubblicato un nuovo singolo intitolato Overcompensate, accompagnato da un video ufficiale e l'annuncio che il settimo album in studio del gruppo si intitolerà Clancy e che verrà pubblicato il 23 maggio 2024 (data poi posticipata al giorno successivo). L'album è prodotto da Tyler Joseph e Paul Meany, stretto collaboratore della band a partire dall'album Trench e coproduttore di Scaled and Icy.
Il secondo singolo estratto dall'album, Next Semester, viene pubblicato il 27 marzo, seguito dal terzo singolo Backslide, presentato con un video ufficiale diretto dal batterista Josh Dun il 25 aprile 2024. Un ultimo singolo, The Craving, viene pubblicato il 22 maggio 2024 prima dell'uscita ufficiale dell'album, avvenuta il 24 maggio, giorno in cui, inoltre, il duo presenta in livestream un video musicale ufficiale per ogni brano incluso nel disco.
Come già accaduto da Blurryface in poi, anche Clancy debutta direttamente al podio della Billboard 200, ottenendo la terza posizione con 143.000 copie vendute solo negli Stati Uniti nella prima settimana di uscita, e ogni traccia in esso presente entra nella Hot Rock & Alternative Songs di Billboard, diventando il terzo album di seguito del gruppo a ottenere tale risultato.
Il 22 novembre 2024 viene pubblicato il brano inedito The Line, realizzato in tre giorni da Tyler Joseph per essere incluso nella seconda stagione della serie televisiva Arcane.

### Breach(2025-presente)
Il 21 maggio 2025 i Twenty One Pilots annunciano, a poco più di un anno di distanza dall'uscita di Clancy e con il relativo tour di promozione conclusosi da appena una settimana, la pubblicazione di un nuovo album in studio, Breach, che avverrà nel settembre dello stesso anno. L'album viene anticipato dal primo singolo, The Contract, il 12 giugno. Unitamente alla pubblicazione del singolo, il gruppo annuncia che il tour internazionale in promozione di Clancy e Breach ricomincerà, dopo la pausa estiva, a settembre in Nord America. Il 18 agosto segue il secondo singolo, Drum Show, che vede per la prima volta per il gruppo anche il batterista Josh Dun alla voce.

## Stile, influenze e iconografia
Nella loro musica i Twenty One Pilots utilizzano un vasto genere di suoni e stili di canto, unendo anche in singoli brani strumenti diversi come tromba e ukulele con sintetizzatori e tastiere, e parti vocali sia rappate che urlate, alternate a un cantato melodico con ampio uso del falsetto.
Definiti principalmente alternative hip hop, i generi suonati dal duo spaziano inoltre dall'elettropop all'indie pop (con la definizione di indietronica da parte di alcuni), con elementi provenienti da pop, punk, emo, rock e reggae.
Secondo Tyler Joseph, autore dei testi e delle musiche del gruppo, la nascita dei loro brani avviene per lo più dalla scrittura di quella che all'inizio è una poesia, poi unita alla musica creatavi attorno sia prima che dopo. Sempre Joseph afferma di non essere influenzato particolarmente da dei gruppi precisi, ma di ispirarsi a un numero indefinito di melodie, video musicali o esibizioni dal vivo di numerosi artisti diversi. Nei loro testi, spesso oggetto di discussione per via della loro difficile interpretazione, trattano perlopiù delle insicurezze della mente e della vita umana, come la depressione, il dolore, l'ansia e la paura di invecchiare.
Simbolo della band è stato, dal 2009 al 2014, tre barre di diverso colore sovrapposte l'una all'altra e posizionate, rispettivamente, in verticale, orizzontale e obliquo. Tale logo è stato creato da Mark C. Eshleman, amico di vecchia data dei componenti del gruppo e loro direttore creativo, e approvato dal cantante Tyler Joseph. È stato successivamente modificato nel 2015 per l'album Blurryface e nel 2018 per Trench. Alla domanda su cosa significasse il simbolo, Joseph ha detto:
Con l'uscita del sesto album in studio Scaled and Icy nel 2021, il gruppo adotta un logo tutto nuovo, collegato alla storia che circonda il loro nuovo album., rappresentante un Sai. Il loro originale viene riadottato con l'uscita del settimo album Clancy.
Il nome del gruppo è un riferimento all'opera teatrale Erano tutti miei figli di Arthur Miller, opera che il cantante Tyler Joseph stava studiando durante il college. Il protagonista, che si occupa di fabbricare componenti per aeroplani da guerra durante la Seconda guerra mondiale, viene a scoprire che ci sono delle parti difettose, ed è quindi costretto a scegliere se mandare ugualmente quelle parti oppure no. L'uomo sceglie di mandarle comunque, e a causa sua muoiono ventuno piloti, tra cui suo figlio. Una volta venuta a sapere della notizia, la figlia del protagonista lo incolpa per l'omicidio del fratello e quest'ultimo decide quindi di suicidarsi. Tyler Joseph afferma in un'intervista che questa storia si connette con loro perché «come individui e come band, dobbiamo fare delle scelte. C'è una scelta giusta e una sbagliata, e a volte quella giusta comporta più lavoro e ci vuole più tempo prima che si vedano i risultati. Sappiamo che se vogliamo raggiungere i nostri obiettivi, dovremo fare anche quello che a volte non ci sentiamo di fare e lavorare sodo. Il nome della band è un promemoria costante di ciò».

## Formazione
Attuale
- Tyler Joseph – voce, chitarra, basso, ukulele, pianoforte, organo, tastiera, sintetizzatore, programmazione (2009-presente)
- Josh Dun – batteria, percussioni, tromba, cori (2011-presente)

Ex componenti
- Nick Thomas – basso, tastiera, voce secondaria (2009-2011)
- Chris Salih – batteria, percussioni (2009-2011)

Turnisti
- Dan Geraghty – chitarra (2021-2023)
- Todd Gummerman – chitarra, tastiera (2021-2023)
- Paul Meany – tastiera, programmazione (2021-2023)
- Skyler Acord – basso (2021-2023)
- Jesse Blum – tromba (2021-2023)
- Kenyon Dixon – cori (2021)
- Danielle Withers – cori (2021)

## Discografia

### Album in studio
- 2009 – Twenty One Pilots
- 2011 – Regional at Best
- 2013 – Vessel
- 2015 – Blurryface
- 2018 – Trench
- 2021 – Scaled and Icy
- 2024 – Clancy
- 2025 – Breach

### Album dal vivo
- 2016 – Blurryface Live
- 2023 – MTV Unplugged

## Tournée
Come artisti principali
- 2011 – Regional at Best Tour (2011)
- 2012 – Mostly November Tour
- 2013 – Trip for Concerts Spring 2013
- 2013 – Trip for Concerts Autumn 2013
- 2014 – Quiet Is Violent World Tour
- 2015/16 – Blurryface Tour
- 2016/17 – Emotional Roadshow World Tour
- 2018/19 – The Bandito Tour
- 2021/22 – Takeover Tour
- 2022 – The Icy Tour
- 2024 – The Clancy World Tour

Come artisti di supporto
- 2012 – Nylon Music Tour (Neon Trees)
- 2013 – Save Rock and Roll Tour (Fall Out Boy)
- 2013/14 – The Self-Titled Tour (Paramore)

## Riconoscimenti
Alternative Press Music Awards
- Miglior fanbase (2017)
- Album dell'anno a Blurryface (2016)
- Artista dell'anno (2016)
- Nomination miglior video musicale a Stressed Out (2016)
- Nomination miglior gruppo dal vivo (2015)
- Nomination migliori fan su Tumblr (2015)
- Nomination fan più affezionati (2015)
- Nomination miglior gruppo dal vivo (2014)
- Nomination miglior gruppo esordiente (2014)
- Nomination album dell'anno a Vessel (2014)
- Nomination miglior batterista a Josh Dun (2014)

Billboard Music Awards
- Nomination miglior artista rock (2018)
- Miglior duo/gruppo (2017)
- Premio al successo in classifica Billboard (2017)
- Miglior artista Rock Songs (2017)
- Miglior artista Radio Songs (2017)
- Miglior canzone rock a Heathens (2017)
- Nomination miglior canzone rock a Stressed Out (2017)
- Nomination miglior canzone rock a Ride (2017)
- Nomination miglior artista (2017)
- Nomination miglior artista Billboard 200 (2017)
- Nomination miglior artista Top 100 (2017)
- Nomination miglior artista vendite singoli (2017)
- Nomination miglior artista Top Streaming Songs (2017)
- Nomination miglior album a Blurryface (2017)
- Nomination miglior album rock a Blurryface (2017)
- Nomination miglior canzone a Heathens (2017)
- Nomination canzone più venduta a Heathens (2017)
- Nomination video con più streaming a Heathens (2017)
- Miglior artista rock (2016)
- Miglior album rock a Blurryface (2016)
- Nomination migliore canzone rock a Stressed Out (2016)
- Nomination miglior duo/gruppo (2016)

Grammy Award
- Miglior interpretazione pop di un gruppo a Stressed Out (2017)
- Nomination canzone dell'anno a Stressed Out (2017)
- Nomination miglior canzone rock a Heathens (2017)
- Nomination miglior interpretazione rock di un gruppo a Heathens (2017)
- Nomination miglior canzone scritta per un media a Heathens (2017)

iHeartRadio Music Awards
- Miglior duo/gruppo (2017)
- Miglior artista rock alternativo (2017)
- Miglior album rock alternativo a Blurryface (2017)
- Miglior canzone rock alternativo a Heathens (2017)
- Nomination miglior canzone a Stressed Out (2017)
- Nomination miglior canzone da un film a Heathens (2017)
- Nomination miglior fanbase (2017)
- Miglior artista rock alternativo (2016)
- Miglior canzone rock alternativo a Stressed Out (2016)

Kerrang! Awards
- Miglior fanbase (2016)
- Nomination miglior gruppo dal vivo (2016)

MTV Europe Music Awards
- Nomination miglior artista MTV Push (2013)

MTV Video Music Awards
- Miglior video rock a Heavydirtysoul (2018)
- Miglior video rock a Heathens (2016)
- Nomination miglior artista esordiente a Holding on to You (2013)

Rock Sound Awards
- 'Album dell'anno per Trench (2018)

Teen Choice Awards
- Nomination canzone rock a Tear in My Heart (2015)